# Società di Cristo per gli emigrati della Polonia

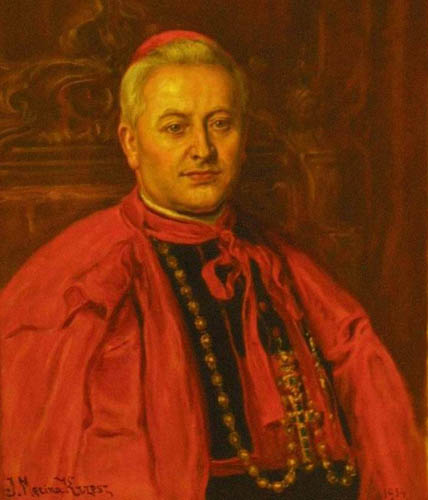
August Hlond (1881-1948), fondatore della congregazione

La Società di Cristo per gli emigrati della Polonia (in latino Societas Christi pro Emigrantibus Polonis, in polacco Towarzystwo Chrystusowe dla Polonii zagranicznej) è un istituto religioso maschile di diritto pontificio: i membri di questa congregazione clericale pospongono al loro nome le sigle S.Chr. o T.Chr..

## Storia
La congregazione venne fondata il 22 agosto del 1932 dal cardinale August Hlond (1881-1948), primate di Polonia, che la strutturò sul modello di quella fondata da Giovanni Battista Scalabrini per gli emigrati italiani (i Missionari di San Carlo).
Il nome originario dei padri dell'istituto fu "Religiosi del Santo Sepolcro", ma papa Pio XI nel 1933 mutò il titolo in quello attuale.
La Società di Cristo ottenne il pontificio decreto di lode il 22 aprile 1950 ed è stata approvata definitivamente il 1º ottobre 1964.

## Attività e diffusione
La Società di Cristo si dedica all'apostolato pastorale e sociale, soprattutto a favore degli emigrati polacchi.
Oltre che in Polonia, i religiosi della congregazione sono presenti in Australia, Brasile, Canada, Irlanda, Islanda, Italia, Nuova Zelanda, Regno Unito, Russia, Stati Uniti d'America, Sudafrica: il generalizia della congregazione è a Poznań.
Al 31 dicembre 2005 l'istituto contava 209 case e 482 membri, 384 dei quali sacerdoti.